# Super Lliga de Brunei de futbol
La Super Lliga de Brunei de futbol (malai: Liga Super Brunei) és la màxima divisió de futbol a Brunei. És organitzada per l'Associació de Futbol de Brunei Darussalam (FABD).

## Història
La primera competició de futbol a Brunei fou l'any 1985 organitzada per l'Associació de Futbol de Futbol Amateur (BAFA). La BAFA va introduir un sistema de lliga anomenat Proton B-League el 2002.
L'any 2008, el govern de Brunei eliminà la BAFA del seu Registre de Societats, i acordà una nova federació de futbol, la Federació de Futbol de Brunei Darussalam (FFBD). Això va molestar el govern del futbol internacional, la FIFA, qui va suspendre la federació el setembre de 2009 per interferència governamental. La FIFA restaurà a Brunei el maig de 2011, reconeixent la nova Associació Nacional de Futbol de Brunei Darussalam (NFABD) com a representant del país. Aquests fets provocaren l'abandonament del campionat de 2011 que era organitzat per la FFBD.
La NFABD reorganitzà el futbol i creà la nova Super Lliga, que es disputaria després de una competició classificatòria inicial. Aquesta classificatòria es disputà amb 32 equips dividits en 4 grups, d'on sortiren 10 places que jugaren posteriorment la Super Lliga.
Els membres fundadors de la Super Lliga foren: Indera FC, Jerudong FC, Kilanas FC, LLRC FT, Majra United FC, MS ABDB, MS PDB, Najip FC, QAF FC i Wijaya FC.

## Historial
Font:
- 2012-13: Indera SC (1)[12]
- 2014: Indera SC (2)[13]
- 2015: MS ABDB (1)[14]
- 2016: MS ABDB (2)[15]
- 2017-18: MS ABDB (3)[16]
- 2018-19: MS ABDB (4)[17]
- 2020: Cancel·lat
- 2021: Cancel·lat
- 2022: No es disputà